# Los Angeles Film Critics Association Award al miglior documentario
Il Los Angeles Film Critics Association Award al miglior documentario (Los Angeles Film Critics Association Award for Best Documentary Feature) è un premio assegnato annualmente dai membri del Los Angeles Film Critics Association al miglior documentario distribuito negli Stati Uniti nel corso dell'anno.

## Albo d'oro

### Anni 1980
- 1988: Hôtel Terminus (Hôtel Terminus: The Life and Times of Klaus Barbie), regia di Marcel Ophüls
- 1989: Roger & Me, regia di Michael Moore

### Anni 1990
- 1990: Paris Is Burning, regia di Jennie Livingston
- 1991: American Dream, regia di Barbara Kopple, Cathy Caplan, Thomas Haneke e Lawrence Silk
- 1992: Black Harvest, regia di Bob Connolly e Robin Anderson
- 1993: It's All True: Based on an Unfinished Film by Orson Welles, regia di Bill Krohn, Myron Meisel e Richard Wilson
- 1994: Hoop Dreams, regia di Steve James
- 1995: Crumb, regia di Terry Zwigoff
- 1996: Quando eravamo re (When We Were Kings), regia di Leon Gast
- 1997: Riding the Rails, regia di Dave Fleischer
- 1998: The Farm: Angola, USA, regia di Liz Garbus, Wilbert Rideau e Jonathan Stack
- 1999: Buena Vista Social Club, regia di Wim Wenders

### Anni 2000
- 2000: Dark Days, regia di Marc Singer
- 2001: Les glaneurs et la glaneuse, regia di Agnès Varda
- 2002: The Cockettes, regia di David Weissman e Bill Weber
- 2003: The Fog of War - La guerra secondo Robert McNamara, regia di Errol Morris
- 2004: Born Into Brothels, regia di Zana Briski e Ross Kauffman
- 2005: Grizzly Man, regia di Werner Herzog
- 2006: Una scomoda verità (An Inconvenient Truth), regia di Davis Guggenheim
- 2007: No End in Sight, regia di Charles Ferguson
- 2008: Man on Wire - Un uomo tra le Torri (Man on Wire), regia di James Marsh
- 2009:
  - Les plages d'Agnès, regia di Agnès Varda
  - The Cove - La baia dove muoiono i delfini, regia di Louie Psihoyos

### Anni 2010
- 2010: Guītú lièchē, regia di Lixin Fan
- 2011: Cave of Forgotten Dreams, regia di Werner Herzog
- 2012: The Gatekeepers - I guardiani di Israele (Shom'rei ha-saf), regia di Dror Moreh[1]
- 2013: Stories We Tell, regia di Sarah Polley[2]
- 2014: Citizenfour, regia di Laura Poitras[3]
- 2015: Amy, regia di Asif Kapadia[4]
- 2016: I Am Not Your Negro, regia di Raoul Peck[5]
- 2017: Visages villages, regia di Agnès Varda e JR[6]
- 2018: Shirkers, regia di Sandi Tan[7][8]
- 2019: Made in USA - Una fabbrica in Ohio (American Factory), regia di Steven Bognar e Julia Reichert[9]

### Anni 2020
- 2020: Time, regia di Garrett Bradley[10]
- 2021: Summer of Soul (...Or, When the Revolution Could Not Be Televised), regia di Ahmir Khalib Thompson[11]
- 2022: Tutta la bellezza e il dolore (All the Beauty and the Bloodshed), regia di Laura Poitras
- 2023: Menus-Plaisirs - Les Troisgros, regia di Frederick Wiseman
- 2024: No Other Land, regia di Basel Adra, Hamdan Ballal, Yuval Abraham e Rachel Szor